# Jean-Luc Couchard
Jean-Luc Couchard, né le 14 juillet 1969 à Dolhain (province de Liège) est un  comédien belge, issu du conservatoire de Liège.

## Comédien
Jean-Luc Couchard est avant tout un homme de théâtre. Depuis 1989, il a servi sur les planches les plus grands auteurs : Bertolt Brecht, Marivaux, Alfred Jarry, Molière, Edgar Allan Poe, William Shakespeare.
Aux Magritte du cinéma 2013, il est nommé pour le Magritte du meilleur acteur dans un second rôle pour Dead Man Talking de Patrick Ridremont.
En 2018, il rejoint le casting de la deuxième saison de la série politique Baron noir diffusée sur Canal+. Il tient le rôle de Pascal Carthaud, député de la 13e circonscription du Nord.

## Chanteur
Accessoirement, Jean-Luc Couchard est aussi chanteur du groupe "Les Slip's" depuis 1989. Il y chante un répertoire décalé et folklorique qu'illustre bien le morceau Jaune devant, marrant... sur l'album du même nom.
Le groupe est composé de Philippe Couchard parolier, auteur de la musique et bassiste, Thierry Delcourt auteur de la musique et
claviériste, Thierry Heselle à la batterie, Alex von Buxhoeveden à la guitare et Chantal Mélotte, choriste.

## Filmographie

### Cinéma

#### Courts métrages
- 1994 : Paul, un portrait de Marc Urlus et Joël Warnant
- 1998 : Abattages de Joël Warnant
- 1999 : Quand on est amoureux c'est merveilleux de Fabrice Du Welz : Adam
- 2001 : Pâques au tison de Martine Doyen
- 2001 : Le Fruit défendu de Joël Warnant
- 2002 : Maintenant d'Inès Rabadán : Hans
- 2002 : The Twice a Month Gang de Hugues Hausman
- 2005 : Douce nuit de Nicolas Bertrand
- 2005 : Croit de Fabrice Couchard
- 2007 : Missing de Matthieu Donck : L'inspecteur
- 2007 : Mini Trip de Jean-Michel Vovk : Koço
- 2010 : Ladyboys de Joël Warnant : Henry de Sart
- 2010 : La Fin du monde de Michael Havenith : Serge
- 2013 : Sacré Charlemagne d'Adrien-François

#### Longs métrages
- 2000 : Deuxième quinzaine de juillet de Christophe Reichert : le jeune campeur
- 2001 : Lisa de Pierre Grimblat : le deuxième soldat
- 2001 : Grégoire Moulin contre l'humanité d'Artus de Penguern : un supporter dans le bar
- 2004 : Pour le plaisir de Dominique Deruddere
- 2004 : Calvaire de Fabrice Du Welz : Boris
- 2005 : Comme tout le monde de Pierre-Paul Renders : le premier journaliste
- 2005 : Dikkenek d'Olivier Van Hoofstadt : Jean-Claude
- 2006 : Komma de Martine Doyen : l'infirmier de la morgue
- 2006 : Congorama de Philippe Falardeau : le journaliste
- 2007 : Taxi 4 de Gérard Krawczyk : Albert Vandenbossche, dit « Le Belge »
- 2007 : Voleurs de chevaux de Micha Wald : le douanier
- 2008 : Les Dents de la nuit de Vincent Lobelle et Stephen Cafiero : M. Francis et le Maître de Cérémonie
- 2009 : Les Barons de Nabil Ben Yadir : Ozgür
- 2010 : Protéger et Servir d'Éric Lavaine : le chauffeur de Letellier
- 2010 : Le Baltringue de Cyril Sebas : le boss
- 2010 : Rien à déclarer de Dany Boon : le frère Vanuxem
- 2011 : Titeuf, le film de Zep : le psy imaginaire
- 2011 : Mon pire cauchemar de Anne Fontaine : Milou
- 2011 : Les Tribulations d'une caissière de Pierre Rambaldi : Mercier
- 2012 : Il était une fois, une fois de Christian Merret-Palmair : Frank Vrut
- 2012 : Couleur de peau : miel de Laurent Boileau et Jung : Le père adoptif de Jung
- 2012 : Dead Man Talking de Patrick Ridremont : Stieg Brodeck
- 2013 : Win Win de Claudio Tonetti : Paul Girard (alias Pierre Kohler)
- 2014 : Maintenant ou jamais de Serge Frydman : l'homme au champ de courses
- 2015 : Belgian Disaster de Patrick Glotz : Raoul
- 2015 : Babysitting 2 de Philippe Lacheau et Nicolas Benamou : Marco
- 2016 : Les Visiteurs : La Révolution de Jean-Marie Poiré : Legendre
- 2016 : Un jour mon prince de Flavia Coste : Puck
- 2018 : Troisièmes noces de David Lambert : Norbert
- 2018 : Tous les dieux du ciel de Quarxx : Simon Dormel
- 2019 : Adoration de Fabrice Du Welz
- 2020 : Sawah de Adolf El Assal : Zepp
- 2020 : Le Dernier Voyage de Romain Quirot : le type louche
- 2023 : Apaches de Romain Quirot : La Flotte
- 2023 : BDE de Michaël Youn : DJO le patriarche
- 2023 : Veuillez nous excuser pour la gêne occasionnée d'Olivier Van Hoofstadt : policier
- 2023 : 3 Jours max de Tarek Boudali : Marc Cervoni

### Télévision
- 1998 : Il n'y a pas d'amour sans histoires de Jérôme Foulon : L'homme au supermarché
- 2001 : La Colère du diable de Chris Vander Stappen : Michel
- 2003 : L'Adorable Femme des neiges de Jean-Marc Vervoet : Gérard
- 2008 : La Maison Tellier d'Élisabeth Rappeneau : Boblec
- 2008 : C'est mieux la vie quand on est grand de Luc Béraud : Le juge
- 2008-2010 : Hero Corp de Simon Astier : Dan (11 épisodes)
- 2009 : Promotion ascenseur de Michael Havenith
- 2010 : Au bonheur des hommes de Vincent Monnet : Picha
- 2010 : Bonne année quand même de Hugues Hausman
- 2011 : Gérald K. Gérald d'Élisabeth Rappeneau : Jean-Claude Freud
- 2014 : Marie Curie, une femme sur le front d'Alain Brunard : Chirurgien chef
- 2014 : Kontainer Kats de Michelangelo Marchese : Alfonso
- 2014 : La Guerre des ondes de Laurent Jaoui : Maurice Van Moppes
- 2015 : La Petite Histoire de France : Feuillade, émissaire du Roi et ami des Roche Saint-Pierre (série W9)
- 2018 - 2020 : Baron noir : Pascal Carthaud (saisons 2 et 3)
- 2018 : Les Rivières pourpres : Nicolas Durero

## Théâtre
- 1993 : Simenon, un homme connu pour sa notoriété, avec Philippe Peters, Philippe Derlet... dans le cadre de l'exposition Tout Simenon au Musée de l'art wallon à Liège[2].
- 2000 : Le Masque de la mort rouge d'Edgar Allan Poe, mise en scène de Jean-Michel D'Hoop
- 2000 : Les Cannibales écrit et mis en scène par Mathias Simon
- 2001 : Beaucoup de bruit pour rien de William Shakespeare, mise en scène de Jean-Claude Berutti
- 2001 : Le Dragon d'Evgueni Schwarz, mise en scène d'Axel Debossere
- 2002 : Le Triomphe de l'amour de Pierre Carlet de Chamblain de Marivaux, mise en scène de Philippe Sireuil
- 2003 : La Conquête du pôle sud de Manfred Karge, mise en scène d'Eddy Letexier
- 2004 : L'Opéra bêgue écrit et mis en scène par Dominique Roodooft
- 2006 : Mesure pour mesure de William Shakespeare, mise en scène de Philippe Sireuil
- 2007 : Maître Puntila et son valet Matti de Bertolt Brecht, mise en scène d'Omar Porras
- 2009 : Cœur ardant de Christien Ostrowski, mise en scène de Christophe Rauck
- 2010 : La Médaille de Lydie Salvayre, mise en scène de Zabou Breitman
- 2016 : La grenouille avait raison de James Thierree
- 2019 : Linda Vista de Tracy Letts, mise en scène Dominique Pitoiset

## Distinctions
- Magritte du cinéma 2013 : nomination pour le Magritte du meilleur acteur dans un second rôle pour Dead Man Talking de Patrick Ridremont